# Космос-1815
Космос-1815 је један од преко 2400 совјетских вјештачких сателита лансираних у оквиру програма Космос.
Космос-1815 је лансиран са космодрома Капустин Јар, СССР, 22. јануара 1987. Ракета-носач Р-14 Чусоваја (рус. Чусовая) (8К65, НАТО ознака SS-5 Skean) са додатим степеном је поставила сателит у орбиту око планете Земље. 